# Thomas Wharton junior

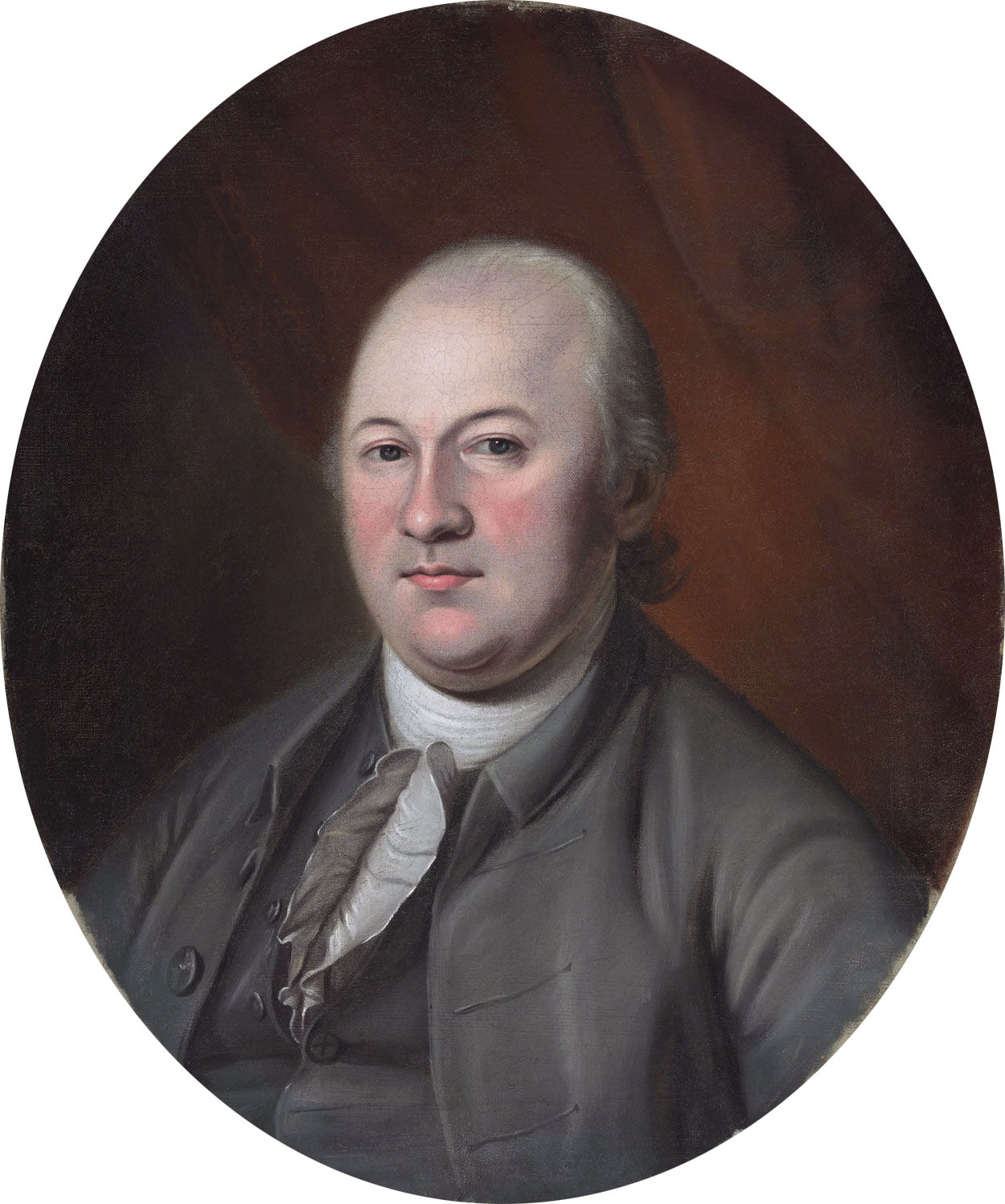
Thomas Wharton junior

Thomas Wharton junior (* 1735 im Chester County, Province of Pennsylvania; † 23. Mai 1778 in Lancaster, Pennsylvania) war ein US-amerikanischer Politiker. Zwischen 1777 und 1778 war er der erste Präsident von Pennsylvania.

## Werdegang
Thomas Wharton war ein Cousin von Samuel Wharton (1732–1800) der Delegierter im Kontinentalkongress war. Sein genaues Geburtsdatum sowie sein genauer Geburtsort sind unbekannt. Er wurde während der britischen Kolonialzeit in eine Quäkerfamilie hineingeboren und wurde ein erfolgreicher Händler und Kaufmann. Wharton schloss sich schon sehr früh der Amerikanischen Unabhängigkeitsbewegung an und wurde Mitglied und Vorsitzender des Sicherheitsausschusses (Committee of Safety) von Pennsylvania. Dieser Ausschuss war auch mit der Ausarbeitung der ersten Verfassung Pennsylvanias betraut. Diese Verfassung wurde am 28. September 1776 angenommen und sah einen aus zwölf Mitgliedern bestehenden Regierungsrat vor, dessen Vorsitzender den Titel „Präsident von Pennsylvania“ trug. Dieses Amt entsprach dem späteren Amt des Gouverneurs.
Am 5. März 1777 wurde Wharton offiziell in dieses Amt gewählt. Tatsächlich war er aber bereits seit dem 6. August 1776, dem Tag, an dem er Vorsitzender des Sicherheitsausschusses wurde, Staatsoberhaupt von Pennsylvania. (Vor dem Inkrafttreten der Verfassung der Vereinigten Staaten im Jahr 1788 waren die 13 Kolonien selbständige Staaten, die allerdings einen Staatenbund planten.) Thomas Wharton behielt sein Amt bis zu seinem Tod im Mai 1778. Seine gesamte Amtszeit war von den Ereignissen des Unabhängigkeitskrieges überschattet. Die Briten drangen damals bis nach Philadelphia vor und der dort tagende Kontinentalkongress musste fliehen. Auch der Regierungsrat des Staates Pennsylvania mit Wharton an der Spitze verließ die Stadt und floh nach Lancaster. Dort ist Wharton im Mai 1778 verstorben. Er wurde mit einem Staatsbegräbnis mit allen militärischen Ehren beigesetzt. Danach übernahm sein Stellvertreter George Bryan sein Amt.
Thomas Wharton war zweimal verheiratet und hatte insgesamt acht Kinder. Er lebte auf einem Landgut namens „Twickenham“ im Montgomery County.